# مانهاست (نيويورك)
مانهاست (بالإنجليزية: Manhasset CDP, New York)‏ هي منطقة سكنية تقع بولاية نيويورك في الولايات المتحدة. تبلغ مساحتها 6.3 كم2، وترتفع عن سطح البحر 29 م، بلغ عدد سكانها 8,080 نسمة في عام 2010 حسب إحصاء مكتب تعداد الولايات المتحدة وتصل الكثافة السكانية فيها 1,282.5 نسمة لكل كيلومتر مربع (3,321.7/ميل2).

## التركيبة السكانية
حدّد مكتب تعداد الولايات المتحدة بيانات التركيبة السكانية لمانهاست في تعداد الولايات المتحدة. في ما يلي، التركيبة السكانية حسب تعدادي 2000 و2010.

### تعداد عام 2000
بلغ عدد سكان مانهاست 8,362 نسمة بحسب تعداد عام 2000، وبلغ عدد الأسر 2,831 أسرة وعدد العائلات 2,185 عائلة مقيمة في المنطقة السكنية. في حين سجلت الكثافة السكانية 1,327.3 نسمة لكل كيلومتر مربع (3,437.7/ميل2). وبلغ عدد الوحدات السكنية 2,917 وحدة بمتوسط كثافة قدره 463 لكل كيلومتر مربع (1,199.2/ميل2).
وتوزع التركيب العرقي للمنطقة السكنية بنسبة 77.42% من البيض و12.08% من الأمريكيين الأفارقة و0.10% من الأمريكيين الأصليين و6.90% من الأمريكيين ذوي الأصول الآسيوية و1.66% من الأعراق الأخرى و1.84% من عرقين مختلطين أو أكثر و7.16% من الهسبانيون أو اللاتينيون من أي عرق.
بلغ عدد الأسر 2,831 أسرة كانت نسبة 39.4% منها لديها أطفال تحت سن الثامنة عشر تعيش معهم، وبلغت نسبة الأزواج القاطنين مع بعضهم البعض 63.1% من أصل المجموع الكلي للأسر، ونسبة 11.5% من الأسر كان لديها معيلات من الإناث دون وجود شريك، بينما كانت نسبة 2.6% من الأسر لديها معيلون من الذكور دون وجود شريكة وكانت نسبة 22.8% من غير العائلات. تألفت نسبة 20.2% من أصل جميع الأسر من عدة أفراد يعيشون في نفس المنزل ونسبة 10% كانت تتألف من شخص يعيش بمفرده يبلغ من العمر 65 عاماً أو أكثر. وبلغ متوسط حجم الأسرة المعيشية 2.81، أما متوسط حجم العائلات فبلغ 3.23.
بلغ العمر الوسطي للسكان 40.8 عاماً. وكانت نسبة 24.2% من القاطنين تحت سن الثامنة عشر، وكانت نسبة 5% بين الثامنة عشر والرابعة والعشرين عاماً، ونسبة 27.4% كانت واقعةً في الفئة العمرية ما بين الخامسة والعشرين والرابعة والأربعين عاماً، ونسبة 23.7% كانت ما بين الخامسة والأربعين والرابعة والستين، ونسبة 15% كانت ضمن فئة الخامسة والستين عاماً فما فوق. يوجد لكل 100 أنثى 89.5 ذكر، ويوجد لكل 100 أنثى في الثامنة عشر من عمرها فما فوق 84.1 ذكر.
بلغ متوسط دخل الأسرة في المنطقة السكنية 88,472 دولارًا، أما متوسط دخل العائلة فبلغ 104,601 دولارًا. وكان متوسط دخل الذكور 65,294 دولارًا مقابل 41,997 دولارًا للإناث. وسجل دخل الفرد الخاص بالمنطقة السكنية 43,454 دولارًا. وكانت نسبة 3.9% من العائلات ونسبة 5.7% من السكان تحت خط الفقر، وكان من هؤلاء نسبة 6.1% تحت سن الثامنة عشر ونسبة 6.9% في الخامسة والستين من العمر وما فوق.

### تعداد عام 2010
بلغ عدد سكان مانهاست 8,080 نسمة بحسب تعداد عام 2010، وبلغ عدد الأسر 2,790 أسرة وعدد العائلات 2,112 عائلة مقيمة في المنطقة السكنية. في حين سجلت الكثافة السكانية 1,282.5 نسمة لكل كيلومتر مربع (3,321.7/ميل2). وبلغ عدد الوحدات السكنية 2,893 وحدة بمتوسط كثافة قدره 459.2 لكل كيلومتر مربع (1,189.3/ميل2).
وتوزع التركيب العرقي للمنطقة السكنية بنسبة 75.94% من البيض و9.44% من الأمريكيين الأفارقة و0.22% من الأمريكيين الأصليين و10.89% من الأمريكيين ذوي الأصول الآسيوية و1.96% من الأعراق الأخرى و1.55% من عرقين مختلطين أو أكثر و8.80% من الهسبانيون أو اللاتينيون من أي عرق.
بلغ عدد الأسر 2,790 أسرة كانت نسبة 39.7% منها لديها أطفال تحت سن الثامنة عشر تعيش معهم، وبلغت نسبة الأزواج القاطنين مع بعضهم البعض 62.5% من أصل المجموع الكلي للأسر، ونسبة 10.3% من الأسر كان لديها معيلات من الإناث دون وجود شريك، بينما كانت نسبة 2.9% من الأسر لديها معيلون من الذكور دون وجود شريكة وكانت نسبة 24.3% من غير العائلات. تألفت نسبة 21.5% من أصل جميع الأسر من عدة أفراد يعيشون في نفس المنزل ونسبة 11.8% كانت تتألف من شخص يعيش بمفرده يبلغ من العمر 65 عاماً أو أكثر. وبلغ متوسط حجم الأسرة المعيشية 2.80، أما متوسط حجم العائلات فبلغ 3.27.
بلغ العمر الوسطي للسكان 43.1 عاماً. وكانت نسبة 25.9% من القاطنين تحت سن الثامنة عشر، وكانت نسبة 5.1% بين الثامنة عشر والرابعة والعشرين عاماً، ونسبة 22% كانت واقعةً في الفئة العمرية ما بين الخامسة والعشرين والرابعة والأربعين عاماً، ونسبة 28.4% كانت ما بين الخامسة والأربعين والرابعة والستين، ونسبة 18.5% كانت ضمن فئة الخامسة والستين عاماً فما فوق. وتوزع التركيب الجنسي للسكان بنسبة 47.1% ذكور و52.9% إناث.

## وصلات خارجية
- الموقع الرسمي